# Грудинино (Смоленская область)
Грудинино — деревня в Починковском районе Смоленской области России. Входит в состав Переснянского сельского поселения. Население — 11 жителей (2007 год). 
Расположена в центральной части области в 3 км к северу от Починка, в 3,5 км восточнее автодороги А141 Орёл — Витебск, на берегу реки Алексеевка. В 0,5 км восточнее деревни расположена железнодорожная станция «Грудинино» на линии Смоленск — Рославль.

## История
В годы Великой Отечественной войны деревня была оккупирована гитлеровскими войсками в июле 1941 года, освобождена в сентябре 1943 года.

## Транспорт
В 1 км северо-восточнее деревни расположен одноимённый железнодорожный остановочный пункт линии Колодня — Рославль, открытый в 1933 году.